# Ribamondego
Ribamondego is een plaats (freguesia) in de Portugese gemeente Gouveia en telt 338 inwoners (2001).